# 戴冠式前夜 〜いぎょうのそうのとうじしゃ〜
『戴冠式前夜 〜いぎょうのそうのとうじしゃ〜』（たいかんしきぜんや - ）は、2005年6月にリリースされた彩冷えるの通算4枚目のシングルである。発売元はSPEEDDISK。

## 解説
- 戴冠式前夜のPVを収録したDVD付き。
- 5000枚限定発売シングル。
- ジャケットのイラストはジャック＝ルイ・ダヴィッドの絵画『ナポレオン一世の戴冠式と皇妃ジョゼフィーヌの戴冠』を模したものになっている。

## 収録曲
1. 戴冠式前夜
  - 作詞・作曲：涼平
2. 突発性創作症候群
  - 作詞・作曲：涼平
  - 涼平が雛罠在籍時に発表した曲を再録したもの。